# Валид аль-Хайам
Валид Мохамед Абдулла Али аль-Хайам (араб. وليد الحيام‎; род. 3 февраля 1991, Мухаррак) — бахрейнский футболист, защитник клуба «Аль-Мухаррак» и национальной сборной Бахрейна. Участник Кубка Азии 2011, 2015, 2019 и 2023 годов.

## Клубная карьера
Начал карьеру в сезоне 2008/09 в стане команды «Аль-Мухаррак». Вместе с командой побеждал в чемпионате и Кубке Бахрейна. Принимал участие в играх Кубка АФК.

## Карьера в сборной
В составе национальной сборной Бахрейна дебютировал 25 декабря 2010 года в товарищеском матче против Узбекистана (1:1). Вызывался в стан команды для участия в Кубке Азии в 2011, 2015, 2019 и 2023 годах. Победитель Панарабских игр 2011 года и Кубка наций Персидского залива 2019 года. Участвовал в чемпионате Федерации футбола Западной Азии.

## Достижения
«Аль-Мухаррак»
- Чемпион Бахрейна (3): 2010/11, 2014/15, 2017/18
- Серебряный призёр чемпионата Бахрейна (5): 2009/10, 2011/12, 2012/13, 2015/16, 2019/20
- Бронзовый призёр чемпионата Бахрейна: 2018/19
- Обладатель Кубка Бахрейна (5): 2010/11, 2011/12, 2012/13, 2015/16, 2019/20